# Eburodacrys martinezi
Eburodacrys martinezi là một loài bọ cánh cứng trong họ Cerambycidae.